# جلد مار
جلد مار یک فیلم کوتاه ۳۵ میلیمتری است محصول سال ۱۳۴۱، به کارگردانی هژیر داریوش. یک فیلم تجربی که به تجزیه و تحلیل روحیهٔ بیمارگونه و فرصت طلب یک زن می‌پردازد.

## بازیگران
- جمشید مشایخی
- فخری خوروش
- کیامرز عشقی